# Santa Efigênia de Minas
Santa Efigênia de Minas is een gemeente in de Braziliaanse deelstaat Minas Gerais. De gemeente telt 4.568 inwoners (schatting 2009).